# Agence des participations de l'État
L'Agence des participations de l'État è un'agenzia governativa francese del Ministero dell'economia, delle finanze e della sovranità industriale e digitale che si occupa di gestire le partecipazioni azionarie dello Stato in aziende ritenute strategiche nei settori energetico, finanziario, industriale, servizi e trasporti.

## Partecipazioni

### Energia
- Électricité de France
- Engie
- Eramet
- FSI Equation
- Laboratoire français du fractionnement et des biotechnologies
- Orano

### Industria
- Airbus Group
- Chantiers de l'Atlantique
- Civipol
- Défense Conseil International
- KMW+Nexter Defense Systems
- Monnaie de Paris
- Naval Group
- Nexter
- Odas
- Renault
- Safran
- SNPE
- SOGEPA
- Société technique pour l’énergie atomique
- Sofema
- Thales

### Trasporti

#### Trasporti aerei
- Aeroporto di Bordeaux Merignac
- Aeroporto di Riunione-Roland Garros
- Aeroporto di Marsiglia Provenza
- Aeroporto della Martinica Aimé Césaire
- Aeroporto di Montpellier Méditerranée
- Aeroporto di Strasburgo-Entzheim
- Aeroporto di Tolosa Blagnac
- Air France-KLM
- Groupe ADP

#### Trasporti ferroviari e trasporto pubblico locale
- Régie autonome des transports parisiens (RATP)
- Société nationale des chemins de fer français (SNCF)
- Société nationale des chemins de fer luxembourgeois (CFL)

#### Trasporti marittimi
- Grand port maritime de Bordeaux
- Grand port maritime de Dunkerque
- Grand port maritime de la Guadeloupe
- Grand port maritime de la Guyane
- Grand port maritime de la Martinique
- Grand port maritime de La Réunion
- Grand port maritime de La Rochelle
- Grand port maritime de Marseille
- Grand port maritime de Nantes-Saint-Nazaire
- Grand port fluvio-maritime de l’axe Seine (HAROPA Port)
- Société internationale de la Moselle (SIM)
- Compagnie générale maritime et financière (CGMF)

#### Trasporti stradali
- Caisse nationale des autoroutes
- Fonds pour le développement d’une politique intermodale des transports dans le massif alpin
- Autoroutes et tunnel du Mont-Blanc (ATMB)
- Société française du tunnel routier du Fréjus (SFTRF)
- Société des autoroutes Rhône-Alpes (AREA)

### Servizi e finanza
- Arte France
- Bpifrance
- Casino d'Aix-les-Bains
- Consortium de réalisation
- Dexia
- France Médias Monde
- France Télévisions
- IN Groupe
- Française des Jeux
- La Poste
- Orange
- Radio France
- Semmaris
- Société de prise de participation de l'État (SPPE)
- Société pour le logement intermédiaire (SLI)